# نوکیا ۶۶۰۰
نوکیا ۶۶۰۰ یکی از محصولات پرفروش نوکیا با سیستم عامل سیمبیان است، که در بین سال‌های ۲۰۰۳ (میلادی) و ۲۰۰۷ (میلادی) در بازارهای جهانی عرضه شد.
این گوشی از آخرین مدل‌های سری ۶۰۰۰ نوکیا بود و در زمان رونمایی عنوان پیشرفته‌ترین گوشی شرکت نوکیا را به خود اختصاص داد و نیز در ایران بدلیل فروش زیاد لقب شصت و شش جواد رو بخود گرفت.

## مشخصات
- دوربین داخلی VGA با کیفیت 640x480 پیکسل
- ضبط فیلم با صدا تا حجم 95 کیلو بایت (قابل افزایش با نصب نرم افزار)
- پخش صدا و تصویر
- اتصال بی سیم بلوتوث و مادون قرمز
- 6 مگابایت حافظه داخلی
- افزایش حافظه با کارت MMC تا 1 گیگابایت
- نرم‌افزارهای Java MIDP 2.0 و Symbian series 60
- تبادل اطلاعات با رایانه از طریق PC suite و iSync
- شبکه GSM E900/1800/1900

دیگر مشخصات:
- ساختارARM
- Symbian Operating System 7.0s
- CPU با سرعت 104 MHz
- صفحه نمایش 176x208 (65,536 colours) TFT
- اهرم 5 طرفه
- HSCSD and GPRS, for internet/WAP access